# Maastricht
Maastricht ( udtale ?; Limburgsk: Mestreech /məsˈtʁeːç/; fransk: Meuse) er en kommune og en by, beliggende i den sydlige provins Limburg i Nederlandene. Kommunens areal er på 60,03 km², og indbyggertallet er på 122.418 pr. 1. april 2016.
Byen ligger nordøst for grænsen til Belgien og vest for grænsen til Tyskland, og der er togforbindelser til Belgien, Heerlen og Eindhoven.

## Historie
Byen ligger ved bredderne af floden Maas. Den blev grundlagt af romerne ved et vadested, (Latinsk: Traiectum Mosae, Traiectum ad Mosam, Mosa-trajectum) Også navnet Utrecht stammer fra det latinske Traiectum eller Triecht. Derfor blev navnet af floden tilføjet. I 1051 blev for første gang navnet Masetrieth nedskrevet som senere blev bøjet til Maastricht.
I 300-tallet etablerede den kristne biskop Skt. Servatius (død i 384, nederlandsk: Sint Servaas) et bispedømme i Maastricht. Den ældste bro over Maas er opkaldt efter ham, Skt. Servatiusbroen (nederlandsk: Sint Servaasbrug). Ligeledes den ældste kirke, Skt. Servatiuskirken (nederlandsk: Sint Servaaskerk).
I 1992 blev Maastricht-traktaten underskrevet her, hvilket skabte den Europæiske Union.

## Kernerne
Maastricht består af fem bydele og mere end 40 landsbyer og bebyggelser.
1. Maastricht Centrum (Binnenstad, Jekerkwartier, Kommelkwartier, Statenkwartier, Boschstraatkwartier, Sint Maartenspoort, Wyck-Céramique)
2. Sydvest: (Villapark, Jekerdal, Biesland, Campagne, Wolder, Sint Pieter)
3. Nordvest: (Brusselsepoort, Mariaberg, Belfort, Pottenberg, Malpertuis, Caberg, Malberg, Dousberg-Hazendans, Daalhof, Boschpoort, Bosscherveld, Frontenkwartier, Belvédère, Lanakerveld)
4. Nordøst: (Beatrixhaven, Borgharen, Itteren, Meerssenhoven, Wyckerpoort, Wittevrouwenveld, Nazareth, Limmel, Amby)
5. Sydøst: (Randwyck, Heugem, Heugemerveld, Scharn, Heer, De Heeg, Vroendaal)

Landsbyerne Itteren, Borgharen, Limmel, Amby, Heer, Heugem, Scharn, Oud-Caberg, Sint Pieter og Wolder har været selvstændige kommuner eller landsbyer men blev i løbet af 1900-tallet indlemmet i Maastricht Kommune.

### Nabolandsbyer
- Neerharen (B*)
- Bunde
- Meerssen
- Berg en Terblijt
- Bemelen
- Cadier en Keer
- Gronsveld
- Oost
- Ternaaien (B)
- Kanne (B)
- Vroenhoven (B)
- Kesselt (B)
- Veldwezelt (B)
- Lanaken (B)

- ("(B)" = Belgien)

## Kendte fra Maastricht
- Lambert af Maastricht (c. 636 – c. 705) – biskop, sankt
- Henrietta d'Oultremont (1792–1864) – 2. kone af Vilhelm 1. af Nederlandene
- André Rieu (født 1949) – violinist, conductor og musikskriver
- Maxime Verhagen (født 1956) – politiker
- Frans Timmermans (født 1961) – politiker
- Pieter van den Hoogenband (født 1978) – swømmer og tredobbelt Olympisk Mester
- Tom Dumoulin (født 1990) – cyklist

## Hymne
I 2002 adopterede Maastricht Kommune den lokale hymne (Limburgsk: 'Mestreechs Volksleed', nederlandsk: Maastrichts Volkslied) med tekst skrevet på Maastrichtsk dialekt. Musikken var skrevet i 1910 af Ciprian Porumbescu (1853–1883).
| Maastrichtsk Kommunes folkesang (Mestreechs Volksleed) (adopteret i 2002, skrevet i 1910) |
| --- |
| 1 Hoera! Vivat! Mestreech!!! Jao diech höbs us aon 't hart gelege, Mestreech, door alle ieuwe heer. Veer bleve diech altied genege En deilde dreufheid en plezeer. Veer huurde nao dien aw histories Te peerd op grampeer ziene sjoet. Ues ouge blónke bij dien glories · Of perelde bij diene noet. 2 En dee vaan diech 't sjoens wèlt prijze, In taol, die al wie zinge klink, Dat dee op nui Mestreechter wijze Zien aajd Mestreech mèt us bezingk. Me zong vaan diech ten alle tije, Eus mojers zonge bij de weeg, En voolte veer us rech tevreie Daan zong ze e leedsje vaan Mestreech. 3 Doe, blom vaan Nederlands landouwe, Gegreujd op 't graaf vaan Sintervaos, Bis weerdig dobbel te besjouwe, Gespiegeld in de blanke Maos. 'n Staar, De witste oet de klaore, Besjijnt diech mèt häör straole zach En, um diech zuver te bewaore, 'nen Ingel hèlt bij diech de wach. 4 Wie dèks woorste neet priesgegeve, Mèh heels dien kroen toch opgeriech En ongeknak bis te gebleve, Door euze band vaan trouw aon diech. Daorum de hand us tòwgestoke, 't Oug geriech op 't stareleech; En weur dat oug daan ins gebroke, Daan beidt veur us het aajd Mestreech. |

## Galleri
- Maastricht på en gravure af Simon de Bellomonte, 1500-tallet
- 1579. Spanske soldater indtager byen
- Reliefb af Maastricht Kommune
- Lyn på himlen over Maastricht rådhus.
- Rommerske opgravninger i Museumkelder Derlon
- Sint-Servaasbasilieks Gravtombe
- Merovingisk gravhøj Vrijthof, 1970
- St-Servaasbasiliek
- St-Servaasbasiliek
- Onze Lieve Vrouwewal
- Maas
- Sint Servaasbrug
- Tinghus
- Rådhuset
- Mosae Forum
- Onze-Lieve-Vrouweplein
- Onze-Lieve-Vrouwebasiliek
- Lang Grachtje
- Helpoort
- Pater Vinktoren
- Bastion Haet ende Nijt (Had og Misundelse)
- Bypark
- Bypark
- Jekerflode
- Havnebasin
- Sint-Lambertuskirke
- Maastrichts Hovedbanegård
- Wyck, togstation
- Wyck, Stationstorv
- Hoeg Brögk, Céramique
- Charles Eyckpark
- Biblioteket
- tårn: Siza's Toren
- Sint Pieterfort
- udsigt fra Slavante
- Lichtenberg Slotsruin
- Huis de Torentjes
- ENCI quarry
- Château Neercanne
- udsigt på Cannerberg
- Provinsens regeringsbygninger
- Kiste af Sint-Servaas i St-Servaasbasiliek
- Boghandler i en 1300-tallets kirke i Maastricht
- Tavle med billede af tørveskæring ses i udstillingsbygningen i bydelen Wyck-Céramique